# Migas quintus
Migas quintus är en spindelart som beskrevs av Wilton 1968. Migas quintus ingår i släktet Migas och familjen Migidae. Inga underarter finns listade i Catalogue of Life.